# William Beilby
William Beilby, född 1740, död 1819, var en brittisk glasmålare.
Beilby var verksam i Newcastle upon Tyne tillsammans med sin syster Mary Beilby (1749-1797) under 1760- och 1770-talen. De dekorerade dricksglas, vinglas och karaffer med landskapsmotiv och vinrankor, ofta i vitt men ibland även i färger. Vapensköldar var ett annat vanligt motiv.

### Fotnoter
1. 1 2  Colin Matthew (red.), Oxford Dictionary of National Biography, Oxford University Press, 2004.[källa från Wikidata]
2. 1 2  British Museum person-institution thesaurus, British Museum-ID: 19013, läst: 9 oktober 2017.[källa från Wikidata]
3. 1 2  Stuttgart Database of Scientific Illustrators 1450–1950, Stuttgart Database of Scientific Illustrators-ID: 10942, läst: 9 oktober 2017.[källa från Wikidata]